# Богуш, Мартин
Мартин Богуш, Мартин Франтишек Богуш, Мартин Ян Богуш, Ян Мартин Богуш герба Пулкозиц (ум. 1705) — шляхтич, государственный деятель Речи Посполитой.

## Биография
Мартин Богуш происходил из древнего шляхетского рода Богушей из Земблице. Принимал участие в обороне Каменца-Подольского от турок. Был помощником Конецпольского в установлении польско-турецкой границы.
В 1671 году назначен на должность королевского ротмистра. Затем, в этом же году получил должность подстолия Новгорода-Северского, а позднее — Черниговского.
Член делегации на сейм 1677, 1681 и 1696 годов.
В 1683 году в битве под Веной возглавил панцирную хоругвь. В 1690 году стал хорунжим Львовской земли Русского воеводства, с 1699 года — подстолием Черниговским.